# Poesia nòrdica antiga

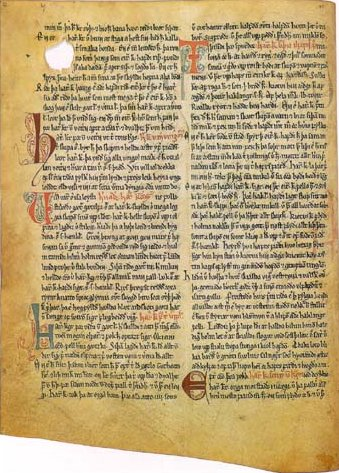
Una pàgina del Heimskringla, un recull de poemes skàldics.

La poesia nòrdica antiga comprèn una gamma de formes en vers escrites en nòrdic antic, durant el període que va del segle VIII fins al segle xiii. La majoria de la poesia nòrdica antiga que sobreviu va ser conservada a Islàndia, però també hi ha 122 inscripcions rúniques sueques, 54 de noruegues i 12 de daneses.
La poesia jugava una funció important a la vida social i religiosa dels nòrdics. A la mitologia nòrdica, l'Skáldskaparmál explica la història de com Odin va portar l'aiguamel poètica a Asgard, la qual cosa indica la importància de la poesia a la cultura escandinava de l'Era vikinga.
La poesia nòrdica antiga es caracteritza per l'al·literació i per un vocabulari poètic expandit per l'ús de heitis i kennings. Una font important d'informació sobre formes poètiques en nòrdic antic és l'Edda prosaica de Snorri Sturluson.
Normalment, es divideix la poesia nòrdica antiga en dos tipus: l'Edda poètica (també anomenada poesia èddica) i la Poesia skàldica. L'Edda poètica inclou els poemes del Còdex Regius i altres de similars, i tota la resta acostuma a ser considerat poesia skàldica.

## Mètrica
La poesia nòrdica antiga té moltes formes mètriques des del relativament senzill fornyrðislag al profundament complex dróttkvætt (l'anomenada mètrica cortesana).
En poesia èddica, les estructures mètriques són generalment senzilles, pràcticament sempre són ljóðaháttr o fornyrðislag. El ljóðaháttr (conegut també com la "mètrica del cant"), a causa de la seva estructura amb estrofes trencades, tendia al diàleg i el discurs. El fornyrðislag (la "mètrica de paraules antigues") és el més generalment utilitzat del dos, i és generalment utilitzat allà on el poema és en gran part narratiu. Es compon de quatre o més síl·labes per línia. Altres mètriques conegudes són:
- Málaháttr. És similar al fornyrðislag, però amb una longitud fixa de cinc síl·labes.
- Hrynhenda. una variant del dróttkvætt, el qual utilitza totes les regles del dróttkvætt, amb l'excepció que la línia comprèn quatre peus mètrics enlloc de tres.
- Kviðuháttr una altra variant de fornyrðislag amb línies alternes de 3 i 4 síl·labes
- Galdralag la "mètrica màgica", lal qual conté una quarta línia que repeteix i varia la tercera línia

## Edda poètica

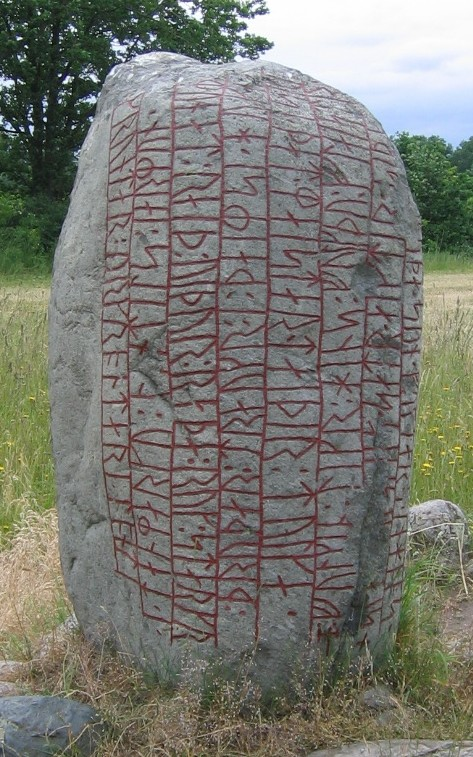
La inscripció rúnica de l'estela de Karlevi poema skàldic en dróttkvætt. L'estela va ser alçada en memòria d'un noble viking.

La poesia èddica té les característiques següents:
- L'autor és sempre anònim.
- La mètrica és senzilla: fornyrðislag, málaháttr o ljóðaháttr.
- L'ordre de les paraules és relativament directe.
- Els kennings s'utilitzen moderadament i rarament s'utilitzen els més obscurs.

## Poesia skàldica
La poesia skàldica té les característiques següents:
- Normalment se'n coneix l'autor..
- La mètrica és ornada, normalment dróttkvætt o variacions sobre això.
- La sintaxi és ornada, amb frases generalment entrellaçades.
- S'utilitzen sovint els kennings.